# Давыдов, Виктор Петрович
Виктор Петрович Давыдов (1916—1994) — ученый-медик, доктор медицинских наук, бывший профессор кафедры госпитальной педиатрии Ростовского государственного медицинского университета.

## Биография
Давыдов, Виктор Петрович родился в 1916 году. Учился последовательно в школе, институте, аспирантуре. В 1944 году защитил кандидатскую диссертацию на тему «Малярия у детей в Дагестане».
В 1954 году защитил докторскую диссертацию на тему: «Роль реактивности организма молодых животных в возникновении энтероколитов и токсикосептических состояний, вызванных заражением кишечной палочкой». Доктор медицинских наук, в 1959 году утвержден в звании профессора.
В 1958 году в Ростовском медицинском институте, как подразделение РГМИ, была создана кафедра детских болезней № 2. Первым заведующим кафедрой был доктор медицинских наук, профессор Давыдов Виктор Петрович. Виктор Петрович работал на этой должности с 1958 по 1961 год. С 1961 года занимал должность зав. кафедрой госпитальной педиатрии Ростовского государственного медицинского университета. На кафедре в это время основными научными направлениями были: лечение заболеваний желудочно-кишечного тракта, патология хронических неспецифических заболеваний легких у детей. Проводились испытания колопротеинового препарата, предназначенного для терапии токсикосептических состояний у новорожденных.
Область научных интересов: неотложная терапия, профилактика и лечение токсико-септических инфекций у новорожденных детей, лечение кишечных токсикозов.
Профессор В. П. Давыдов является автором около 80 научных работ. Под его руководством подготовлено 17 кандидатских диссертаций и 1 докторская диссертация (профессора А. Н. Бойко).
Давыдов Виктор Петрович скончался в 1994 году.